# Don Mansur
Elias Fernando (Don) Mansur (Aruba, 23 december 1942 - aldaar, 16 juli 2019) was een Arubaans econoom en ondernemer. Hij trad op als vakminister in het eerste kabinet Liberia-Peters en het eerste kabinet Henny Eman. Hij was de eerste president van de Centrale Bank van Aruba.

## Biografie
Don Mansur was het zesde kind en de vierde zoon van Elias Mansur (1902-1989), bekend als Don Elias Mansur, en Damia Mawad. Na zijn geboorte breidde het gezin verder uit met twee zoons. Don Elias Mansur, geboren in Coro uit Libanese ouders, was vanaf zijn vijftiende jaar actief als koopman in Oranjestad. Hij wist een imperium aan handelsondernemingen op te bouwen en zich bij de Arubaanse handelselite aan te sluiten. Na de middelbare school op Aruba te hebben doorlopen behaalde Don Mansur in 1962 het bachelor diploma aan het Spring Hill College in Mobile, Alabama. Aan de universiteit van Notre Dame studeerde hij economie en behaalde achtereenvolgend een master- en een PhD-bul. Bij terugkeer op Aruba was hij tussen 1968 en 1984 directeur van de familiebedrijven, Mansur Trading Co. en Superior Tobacco Co.
Naast het directeurschap was hij actief in tal van andere functies. Van 1975 tot 1978 fungeerde hij als voorzitter van de ondernemersvereniging, Aruba Trade & Industry Association (ATIA} en in 1979 als bestuurslid van de Kamer van Koophandel. In 1975 werd hij benoemd tot presidentcommissaris en regeringscommissaris van de Bank van de Nederlandse Antillen (BNA) als opvolger van Theo Tijssen. In 1981 raakte de BNA in opspraak met de kwestie Queen of Saba, een voorgenomen uitgifte als internationaal betaalmiddel van een gouden munt in samenwerking met Ofir Curaçao NV.
Na de start van een parlementaire enquête over de kwestie bood hij op verzoek van Marco de Castro, minister van Financiën, zijn ontslag aan.  
Mansur was vanaf 1977 Aruba's voornaamste adviseur voor financiële en economische aangelegenheden. In de aanloopjaren naar de Arubaanse status aparte nam hij zitting in allerlei commissies, waaronder de coördinatiecommissie Ronde Tafel Conferentie (RTC), de subcommissie voor monetaire en economische aangelegenheden en de raadscommissie onafhankelijkheid. Ook was hij nauw betrokken bij de introductie van een eigen munt en de oprichting van een centrale bank voor Aruba. In verband met de boedelscheiding en scheiding van goud- en deviezenvoorraad werd Mansur als adviseur betrokken bij de formatiebesprekingen van 1984, welke uitmondden in het kabinet Liberia I. Coalitiepartner MEP kreeg drie ministersposten en droeg, naast Hendrik Croes en Roland Lacle, Mansur voor als vakminister van Economische Zaken. Op 31 december 1985, de vooravond van de autonomie van Aruba, traden zij af als de laatste Antilliaanse ministers namens Aruba. In 1986 trad hij aan als de eerste president van de nieuwe Centrale Bank van Aruba.
Nadat de vier coalitiepartijen van het kabinet Henny Eman I: AVP, PPA, PDA en ADN, met steun van de oppositiepartij MEP, hem aanzochten voor het vakministerschap werd Don Mansur van september 1986 tot januari 1989 minister van Economische Zaken en Toerisme. Hiermee volgde hij Lenny Berlinski van de PDA op, die aftrad nadat hij in opspraak was gekomen wegens beschuldigingen van corruptie. Een van de belangrijkste dossiers tijdens zijn ministerschap was de heropening van de olieraffinaderij te San Nicolas. 
Na zijn aftreden in 1989 vervulde Mansur geen politieke rol meer en hield hij zich bezig met zijn ondernemings- en sociale activiteiten. In 1990 kreeg hij de onderscheiding tot Ridder in de Orde van de Nederlandse Leeuw. Hij was ongehuwd en overleed na een kort ziekbed op 16 juli 2019 in het Horacio Oduber Hospitaal.

## Trivia
- Don Mansur had als hobby het houden van dieren. Met ruim 125 dieren uit alle delen van de wereld groeide zijn hobby in 1983 uit tot een dierentuinattractie, de Moko Zoo.[11] Begin 1986 ging de attractie dicht wegens de enorme kosten en te weinig bezoekers, waarna een aantal dieren overgebracht werd naar de Curaçaose dierentuin.[12]